# Mousse résolique
La mousse résolique (ou phénolique) est une mousse très rigide de couleur rouge-brun pâle, à pores fermés, faite à partir d'une émulsion d'un phénoplaste (une résine phénol-formaldéhyde qui servait autrefois à produire la Bakélite). Elle est utilisée pour ses propriétés d'isolation thermique, sa résistance à l'écrasement et sa thermorésistance.
C'est l'un des meilleurs isolants commercialisés : plus performant que le polystyrène, et pouvant se substituer à la mousse de polyuréthane.

## Fabrication
La mousse est produite par réaction entre une base phénolique et du formaldéhyde, traitée avec de l’acide sulfurique ou un acide plus faible.

## Propriétés
La conductivité thermique λ est comprise entre 0,018 et 0,025 W m−1 K−1.
Selon ses producteurs, 9 cm de mousse résolique équivaut à 14 cm de polystyrène blanc. Elle résiste au feu, ne dégage pas de fumées toxiques, mais n'étant pas étanche à l'eau, elle nécessite un pare-vapeur.
C'est un isolant de synthèse issu de la pétrochimie, classé parmi les isolants à base organique soumis à la norme EN 13166 et non un écomatériau, mais à la différence de certains autres types de mousse, il n'y a pas d'émission de CFC ni de HCFC dans sa production.
Sa qualité est en France certifiée par des organismes certifiés indépendants, tels que le Centre scientifique et technique du bâtiment (CSTB) et l’Association pour la certification des matériaux isolants (ACERMI).

## Usages
- Isolation de réservoirs, de tuyauteries industrielles en zone à risque d'incendie[3].
- Portes coupe-feu[3].
- Protection incendie (dont sur des navires, des installations off shore ou dans des sous-marins[5],[3]).
- Système de réfrigération, conduites cryogéniques et réservoirs de frigories[3].
- Isolation par l'extérieur des bâtiments (ETICS).

## Santé environnementale
Selon l’association représentant les producteurs de mousses phénoliques, cités par l'Anses, 

« ces matériaux émettent peu en conditions normales d’utilisation en raison de l’irréversibilité de la réaction phénol-formaldéhyde. Ce constat est divergent des mousses urée-formaldéhyde qui étaient utilisées notamment pour l’isolation des murs et dont la réaction était réversible ; impliquant ainsi des concentrations importantes de formaldéhyde dans l’environnement intérieur des bâtiments. Ces mousses urée-formaldéhyde sont interdites depuis les années 1970. »

## Coût
Son coût est plus élevé que celui du polystyrène, mais compensé en partie par des économies « sur la fixation et la quantité nécessaire d’isolants »,. Dans des conditions où l'architecture du bâtiment limite l'épaisseur d'isolant, la mousse résolique permet d'optimiser les performances de l'isolation en offrant la meilleure isolation à épaisseur égale.